# Isabella Andreini
Isabella Andreini o Isabella Canali (Pàdua, 1562 - Lió, 11 de juny de 1604) va ser una actriu i escriptora italiana, immortalitzada per pintors i poetes de la segona meitat del segle xvi. Es pot dir que fou la primera gran actriu i que ella inicià la consideració favorable del públic envers els artistes. Tanta va ser la seva força i influència que, «famosa per la seva bellesa, talent i virtut», va generar l'arquetip de l'enamorada de la commedia dell'arte, que des de llavors es diu com ella: Isabella.

### Actriu
Al 1578, el mateix any en què es casà amb l'actor Francesco Andreini, els va contractar la companyia de teatre «I Gelosi», que dirigia Flaminio Scala, i que més tard dirigiria l'espòs d'Isabella. "I Gelosi" estava considera una de les millors companyies de commedia dell'arte, fins al punt que Enric IV de França els va convocar a París per obsequiar la seva promesa, la jove reina Maria de Mèdici. Aquest moment s'ha descrit com el primer pas de la introducció de l'estil de la commedia a França. I també havia estat la companyia escollida per representar el 1589 a Florència dues obres, La Zingana i La Pazzia d'Isabella, en les celebracions del casament entre Ferran I de Medici i Cristina de Lorena.

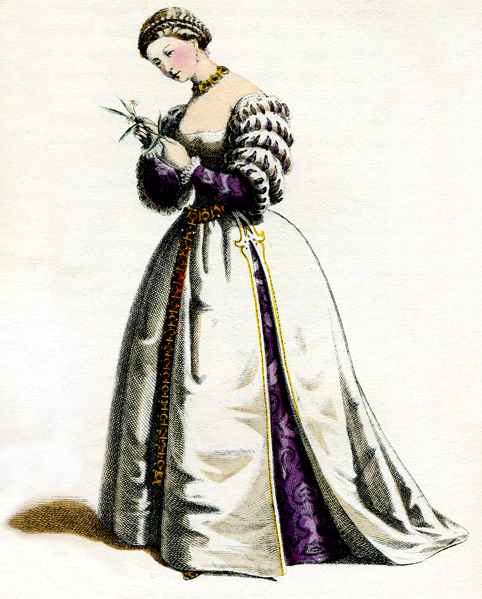
Isabella, en una representació de Maurice Sand

A més de «prima donna innamoratta» –que és el rol d'Isabella en la commedia–, i també el de ballarina, compositora, instrumentista, i actriu –tant de papers tràgics com bucòlics o de passatges de Boccaccio–, dominava les tècniques bufones, el trasvestisme teatral, la paròdia petraquista i el debat filosòfic. I un dels seus principals encerts va ser el d'introduir la improvisació a l'escena, que no existia en el teatre italià de l'època.

### Dona de lletres
A més de tot això, Isabella Canali Andreini alternà l'activitat teatral amb la d'escriptora. Ella va ser la primera dona italiana a escriure, posar en escena i publicar una obra literària. I s'identificà amb un tipus de dona actriu, escriptora i empresària, que trobem a finals del segle XVI –com Chiara Matraini, Lucrezia Marinella, Moderata Fonte...–, amb una producció caracteritzada per ser molt heterogènia. Isabella Andreini va ser autora d'obres tan diverses com La Pazzia, la rondalla pastoral Mirtilla (Verona, 1588), la primera escrita per una dona, un Llibre de cançons, sonets i altres poemes (Milà, 1601), Rime, dedicat al cardenal Giorgio Cinthio Aldobrandini, i algunes altres obres –com una col·lecció de cartes i un aplec de Ragionamenti agradables– publicades després de la seva mort.

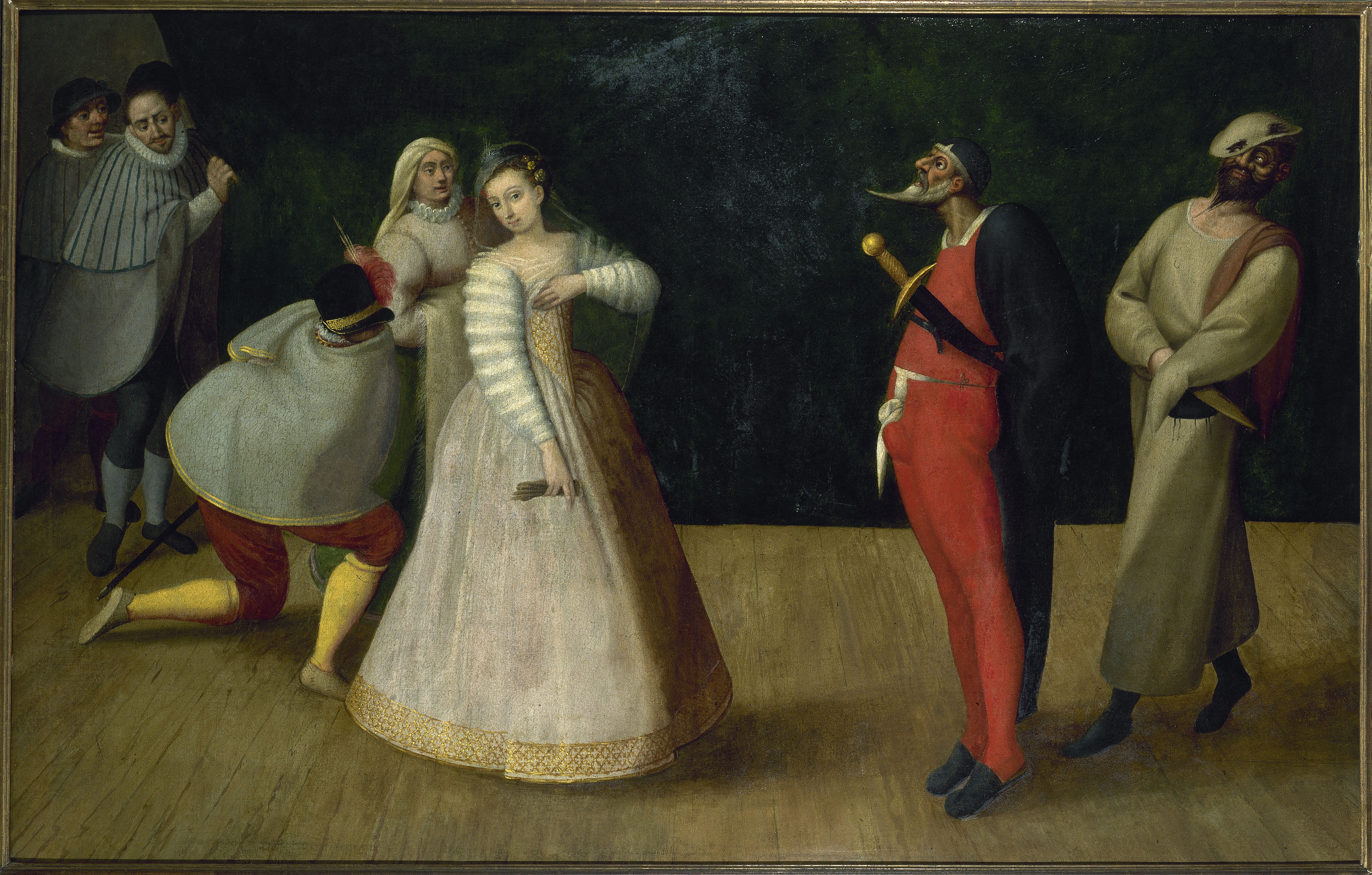
El grup de comediants I Gelosi en una pintura flamenca de finals del segle XVI

### Empresària
En una època en què el paper de la dona quedava estrictament circumscrit al de filla, esposa, mare, vídua o monja, Isabella Andreini s'erigeix com a actriu d'èxit respectada, erudita i empresària, trencant així el paradigma imposat per la Contrareforma.
La tasca d'empresària implicava no només la direcció artística de les obres sino també qüestions relacionades amb la contractació, el desplaçament i l'allotjament de la companyia, o el lloguer de les sales de representació en les diferents ciutats.

## Reconeixement
En morir, va ser enterrada com a bona cristiana, rebent santa sepultura, un privilegi que els estava negat a actrius i actors. A la seva mort es va crear una moneda a Lió amb el seu retrat en una cara, amb la figura de la dea Fama al revers, i les paraules «aeterna fama».
Entre els poetes que la van cantar destaquen Torquato Tasso, Giovan Battista Marino, Gabriello Chiabrera o Isaac du Ryer. I Lope de Vega la fa aparèixer en tres de les seves obres, anomenant-la Andrelina i Andreina, i rebent els afalacs i el reconeixement de tothom.
El seu fill, Giovan Battista Andreini, que també va ser actor i dramaturg, va publicar el poemari dedicat a la seva mare Plor d'Apol·lo a Milà el 1606. Rimes fúnebres a la mort d'Isabella Andreini.